# Український національний комітет істориків
Український національний комітет істориків (УНКІ) при НАН України — фахове громадське об'єднання представників історичних наук України.

## Створення УНКІ
УНКІ представляє інтереси українських істориків в міжнародному співтоваристві істориків, що згуртувалися в Міжнародному комітеті історичних наук (International Committee of Historical Sciences), а також здійснює обмін науковим досвідом і здобутками.
Міжнародний комітет історичних наук (МКІН) засновано на установчому засідання в Женеві (Швейцарія) 14 травня 1926 року згідно з ухвалою 5-го Міжнародного конгресу історичних наук від 15 квітня 1923 року МКІН складається з представників національних комітетів істориків, які репрезентують дослідні історичні установи своїх країн, а також міжнародні асоціації, комітети, товариства та інші об’єднання.
Україна є членом МКІН від 1995 року, коли Генеральна асамблея МКІН в Монреалі ухвалила рішення поновити колективне членство України в цій міжнародній організації. Проте Комітет істориків певний час існував на засадах індивідуальних контактів українських істориків, що гуртувалися навколо Національної академії наук України і, зокрема, академіка-секретаря Відділення історії, філософії та права НАН України, академіка НАН України Ярослава Дмитровича Ісаєвича (1936–2010). 
17 листопада 2007 року на засіданні Відділення історії, філософії та права НАН України було заслухано звіт Голови УНКІ і затверджено склад Комітету на чолі з Я.Д. Ісаєвичем, а також ухвалено афіліювати його при НАН України.

## Склад УНКІ
У зв'язку із смертю академіка Я.Д.Ісаєвича Бюро Відділення історії, філософії та права Національної академії наук України 13 грудня 2012 року сформувало новий склад УНКІ. Головою УНКІ затверджено директора Інституту історії України НАН України, академіка НАН України Валерія Андрійовича Смолія.

### Склад комітету
- затверджений постановою Бюро Відділення історії, філософії та права Національної академії наук України від 13 грудня 2012 р. (протокол №10):
- Смолій Валерій Андрійович, академік НАН України, директор Інституту історії України НАН України, голова УНКІ
- Толочко Олексій Петрович, член-кореспондент НАН України, завідувач сектору досліджень історії Київської Русі Інституту історії НАН України, заступник голови УНКІ
- Маєвський Олександр Олегович, к.і.н., ст.н.с. Інституту історії України НАН України, секретар УНКІ
- Бачинська Олена Анатоліївна, д.і.н., професор кафедри історії України Одеського національного університету ім. І.І. Мечникова
- Грицак Ярослав Йосипович, д.і.н., професор, Директор Інституту історичних досліджень Львівського національного університету ім. І.Франка
- о. Гудзяк Борис, доктор (Ph.D.) в галузі слов'янської та візантійської культурно-церковної історії, ректор Українського католицького університету у Львові
- Журба Олег Іванович, д.і.н., професор, завідувач кафедри історіографії, джерелознавства та архівознавства Дніпропетровського національного університету імені Олеся Гончара
- Зашкільняк Леонід Опанасович, д.і.н., професор, завідувач кафедри археології та спеціальних галузей історичної науки Львівського національного університету імені Івана Франка
- Касьянов Георгій Володимирович, д.і.н., завідувач відділу Інституту історії України НАН України
- Кірсенко Михайло Володимирович, д.і.н., професор факультету гуманітарних наук  Національного університету "Києво-Могилянська академія"
- Колесник Віктор Федорович, член-кореспондент НАН України, декан історичного факультету Київського національного університету ім. Т.Г.Шевченка
- Кравченко Володимир Васильович, д.і.н., професор департаменту історії і класичних наук Альбертського університету, директор Канадського інституту українських студій
- Литвин Володимир Михайлович, академік НАН України
- Литвин Микола Романович, д.і.н., професор, в.о. директора Інституту українознавства ім. І. Крип’якевича НАН України
- Посохов Сергій Іванович, д.і.н, професор, декан історичного факультету Харківського національного університету ім. В.Н. Каразіна
- Рубльов Олександр Сергійович, д.і.н., професор, вчений секретар Інституту історії України НАН України
- Сорочан Сергій Борисович, д.і.н., професор, завідувач кафедри історії стародавнього світу та середніх віків Харківського національного університету ім. В.Н. Каразіна
- Толочко Петро Петрович, академік НАН України, директор Інституту археології НАН України
- Турченко Федір Григорович, д.і.н., професор, завідувач кафедри новітньої історії України Запорізького національного університету
- Яковенко Наталія Миколаївна, д.і.н., професор, завідувач кафедри історії Національного університету "Києво-Могилянська академія"

## Діяльність УНКІ
У своїй діяльності УНКІ керується Статутом МКІН. Його головне завдання полягає в інформуванні МКІН про розвиток історичних наук в Україні, отриманні і поширенні в Україні наукової інформації про плани і діяльність МКІН та її колективних членів – комітетів, асоціацій, комісій, товариств, участі у Міжнародних конгресах історичних наук, що відбуваються раз на п’ять років почергово в різних країнах, сприяти координації історичних досліджень в Україні в світлі здобутків світової науки, співпраці вчених різних країн, а також репрезентації праць українських істориків на міжнародній арені.
Наступний 23-й Міжнародний конгрес істориків відбудеться у серпні 2020 року у Познані.